# Gediminas Karalius
Gediminas Karalius (* 27. April 1942 in Kaunas) ist ein litauischer Bildhauer.

## Leben
Nach dem Abitur an der Mittelschule absolvierte er 1970 das Diplomstudium am Litauischen Kunstinstitut in Vilnius. Von 1969 bis 1974 lehrte er an der Čiurlionis-Kunstschule. Ab 1989 lehrte er am Litauischen Kunstinstitut (ab 1990 Kunstakademie Vilnius). Von 1989 bis 1991 war er Fakultätsdekan, von 1991 bis 1995 Akademieprorektor und ab 1995 Professor. 

## Auszeichnung
- 1991 Litauischer Nationaler Kultur- und Kunstpreis